# Pazopanib
Pazopanib es un medicamento que se emplea para el tratamiento de algunos tipos de cáncer, principalmente carcinoma renal y algunos tipos de sarcoma que afectan a tejidos blandos. Se vende en forma de comprimidos de 400 mg que se administran por vía oral. La dosis habitual es 800 mg una vez al día. El nombre comercial es Votrient.

## Mecanismo de acción
Tiene un efecto inhibidor de la enzima tirosin kinasa (ITK), inhibiendo los receptores del Factor de crecimiento endotelial vascular, los receptores del factor de crecimiento derivado de plaquetas (PDGFR) y el receptor del factor de células madre (c-KIT). Todo ello provoca un enlentecimiento en el crecimiento del tumor maligno y la disminución en el número de vasos sanguíneos nuevos que le aportan sangre.

## Efectos secundarios
Los efectos secundarios que se presentan con más frecuencia son: náuseas, vómitos, diarrea, hipertensión arterial, pérdida de apetito, hiperglucemia, hipoglucemia, anomalías en la concentración de electrolitos en sangre incluyendo hipocalcemia, hipomagnesemia, hipofosfatemia, daño hepático, edema, dolor abdominal e inmunosupresión, incluyendo leucopenia , neutropenia y trombocitopenia.